# Massacre de Bor
O massacre de Bor foi um massacre de cerca de 2.000 civis em Bor em 15 de novembro de 1991 durante a Segunda Guerra Civil do Sudão. O massacre  foi realizado principalmente por combatentes nueres do Exército Popular de Libertação do Sudão - Nasir, liderados por Riek Machar, e pelo grupo militante conhecido como Exército Branco Nuer.  A Anistia Internacional afirmou que pelo menos 2.000 dinkas foram mortos, embora o número real possa ter sido maior.  Nos anos que se seguiram, estima-se que 25.000  mais morreram de fome, pois seu gado foi roubado ou fuzilado e os combates os haviam deslocado da terra que haviam cultivado. Na época, Riek Machar descreveu o incidente como "propaganda" e "mito".  Em 2012, ele se desculpou publicamente por sua participação no massacre. 